# Андрос (острів, Багами)
Андрос, Північний Андрос (ісп. Andros) — найбільший острів архіпелагу Багамських Островів, Центральна Америка, розташований в Атлантичному океані, на північ від Куби, входить до складу Співдружності Багамських Островів.

## Географія
Острів адміністративно належить до району Північний Андрос. Розташований у північно-західній частині архіпелагу Багамські Острови, за 220 км на північ — північний схід від острова Куба та за 215 км на схід від південної частини півострова Флориди. Острів простягся з півночі на південь на 100 км, при максимальній ширині до 64 км. Має площу — 3439,4 км² (6-те місце у Вест-Індії та 153-тє у світі). Найбільша висота — 21 м.

### Острови Андрос

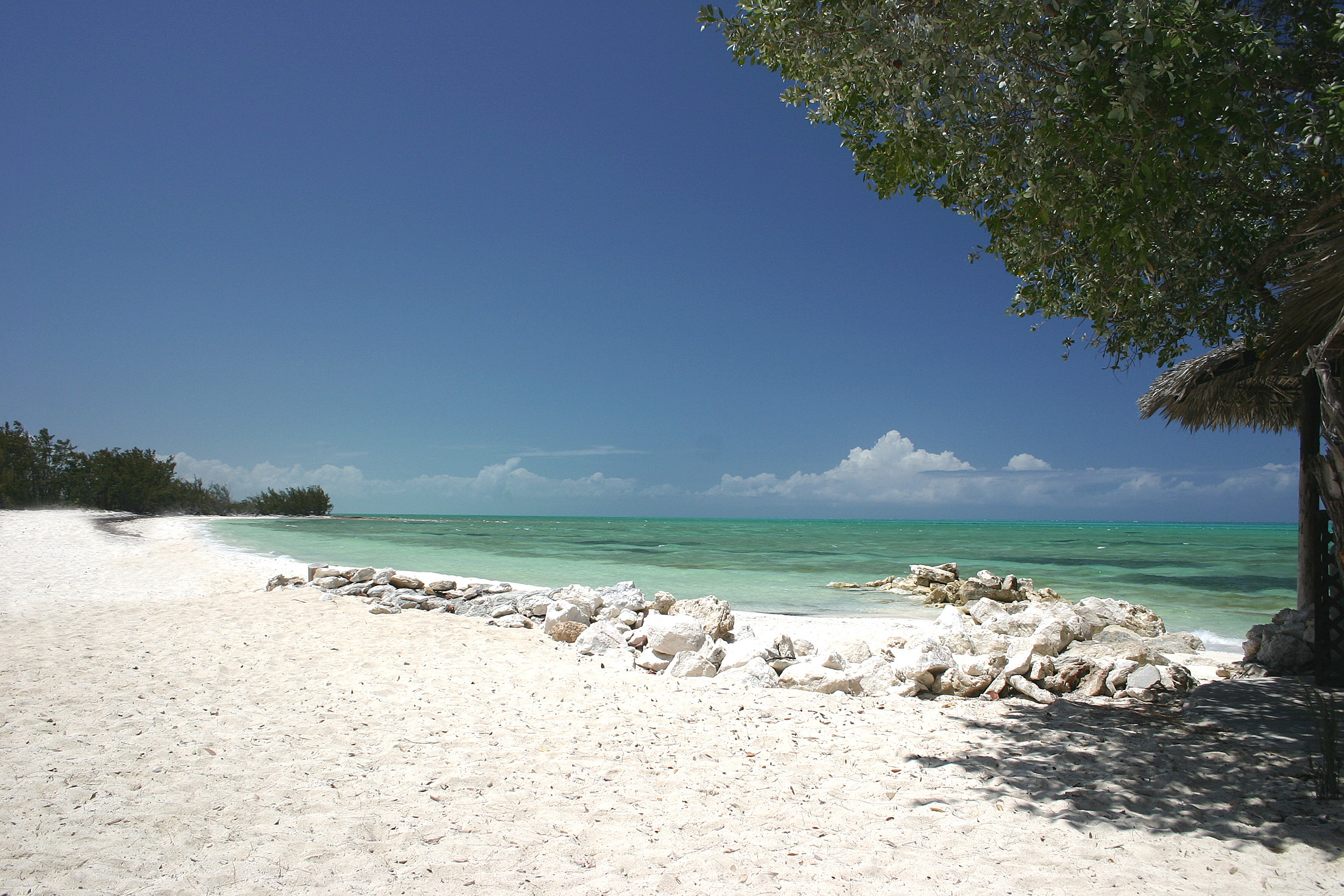
Пляж острова Андрос

Острів Андрос (Північний Андрос) належить до групи островів з однойменною назвою, яка займає площу 5957 км² і є найбільшою острівною групою Багамських островів. Група, чиї основні острови дуже близькі один до одного, місцями лише розділені вузькими сильно заболоченими протоками часто вважають єдиним островом. Довжина якого (з півночі — північного заходу на південь — південний схід) становить 167 км при максимальній ширині до 64 км. Найбільші острови групи — Північний Андрос (3439 км², шостий за величиною острів Карибського моря та Вест-Індії), Південний Андрос (1447 км²), Мангров-Кі та  Біг-Вуд-Кі.
Вдовж східного узбережжя островів, на відстані 1-2 милі від берега, простягся шостий за величиною бар'єрний риф у світі, довжиною більше 225 км. Середня глибина води над рифом — 4 м. Зразу же, на схід, між рифом і островом Нью-Провіденс розташована океанічна западина глибиною понад 3 км.
Андрос має найбільшу в світі колекцію вертикальних підводних печер карстового походження — блакитних дір. Більш 104 км² площі острова складають тропічні ліси та глибокі болота, в яких росте понад 50 видів орхідей. На островах мешкає двісті різних видів птахів. Андрос є батьківщиною легендарного криптиду — «чікчарні» (англ. Chickcharney), яку деякі вважають вимерлим видом нелітаючих сов.
В середньому кожні два з половиною роки Андрос піддається впливу руйнівного тропічного циклону.

## Населення
Населення острова Північний Андрос у 2010 році становило 3898 осіб, а всієї острівної групи — 7386 осіб (2010). Щільність населення становить 1,24 осіб/км² і є найнижчою на всіх Багамах. В етнічному відношенні населення складається з: багамців африканського походження 85 %, білих 12 %, азіатів 3 %.

## Історія
Іспанці висадилися на Андросі у 1550 році в пошуках рабів, при цьому знищивши корінний народ племені араваків — лукаянів в результаті насильства та поширення хвороб. Іспанці назвали острів «Еспіріту Санто» (ісп. Espiritu Santo), тобто островом Святого Духа, але на карті 1782 року він також названий островом Сан-Андреас. Вважається, що його сучасну назву дано йому на честь сера Едмунда Андроса, командувача військами Її Величності на Барбадосі у 1672 році, а згодом губернатора Нью-Йорку, Массачусетса і Нової Англії. Також вважається, що острів міг бути названий по імені жителів острова Сан-Андрес (ісп. San Andrés, Берег москітів (англ. Mosquito Coast), оскільки 1400 з них оселилися на Андросі у 1787 році.
У 1700-і роки острів займали пірати. В кінці XVIII століття на острові також влаштувалися лоялісти.